# Fort IX Twierdzy Kowno

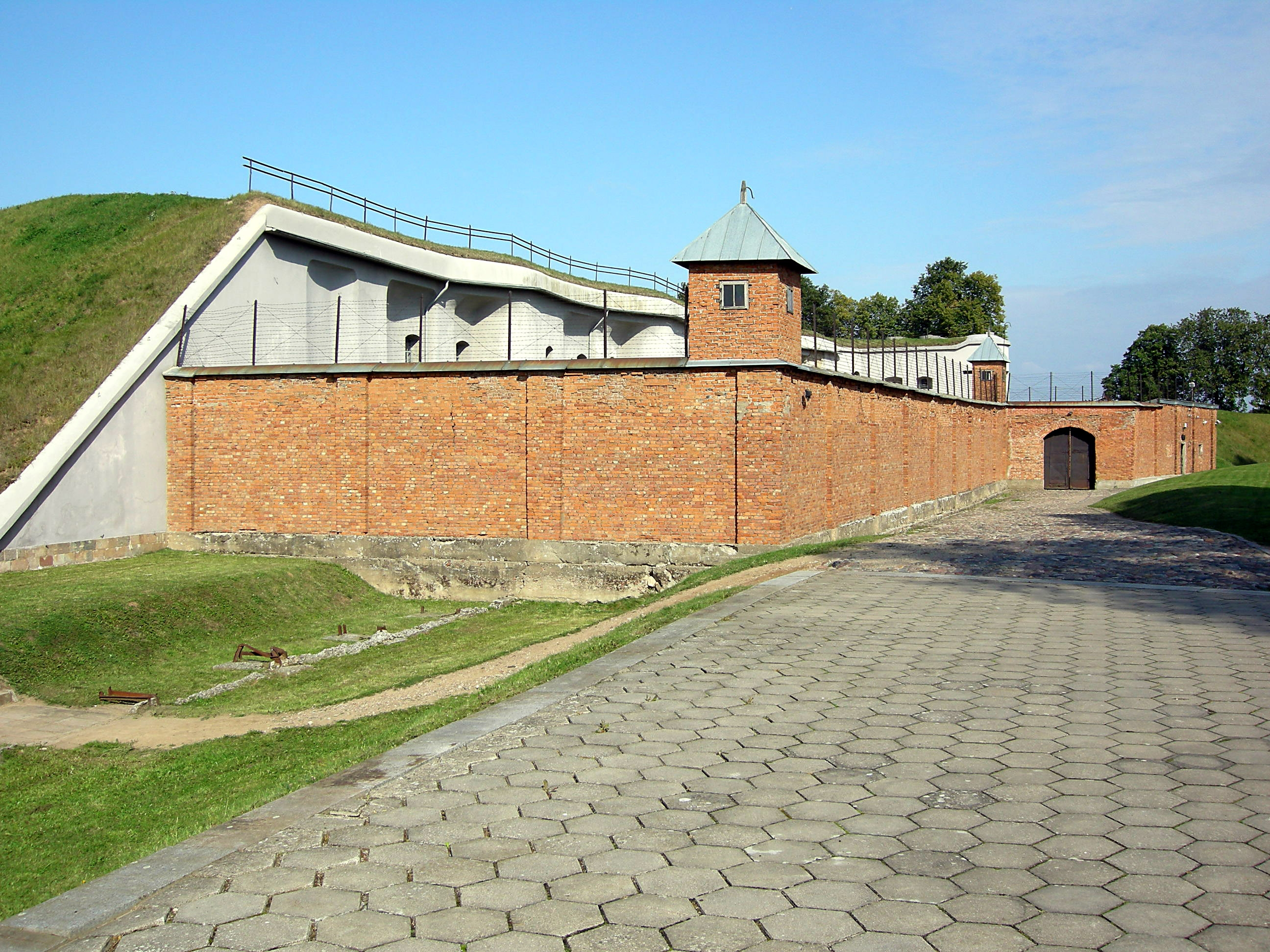
Fort od strony bramy więziennej

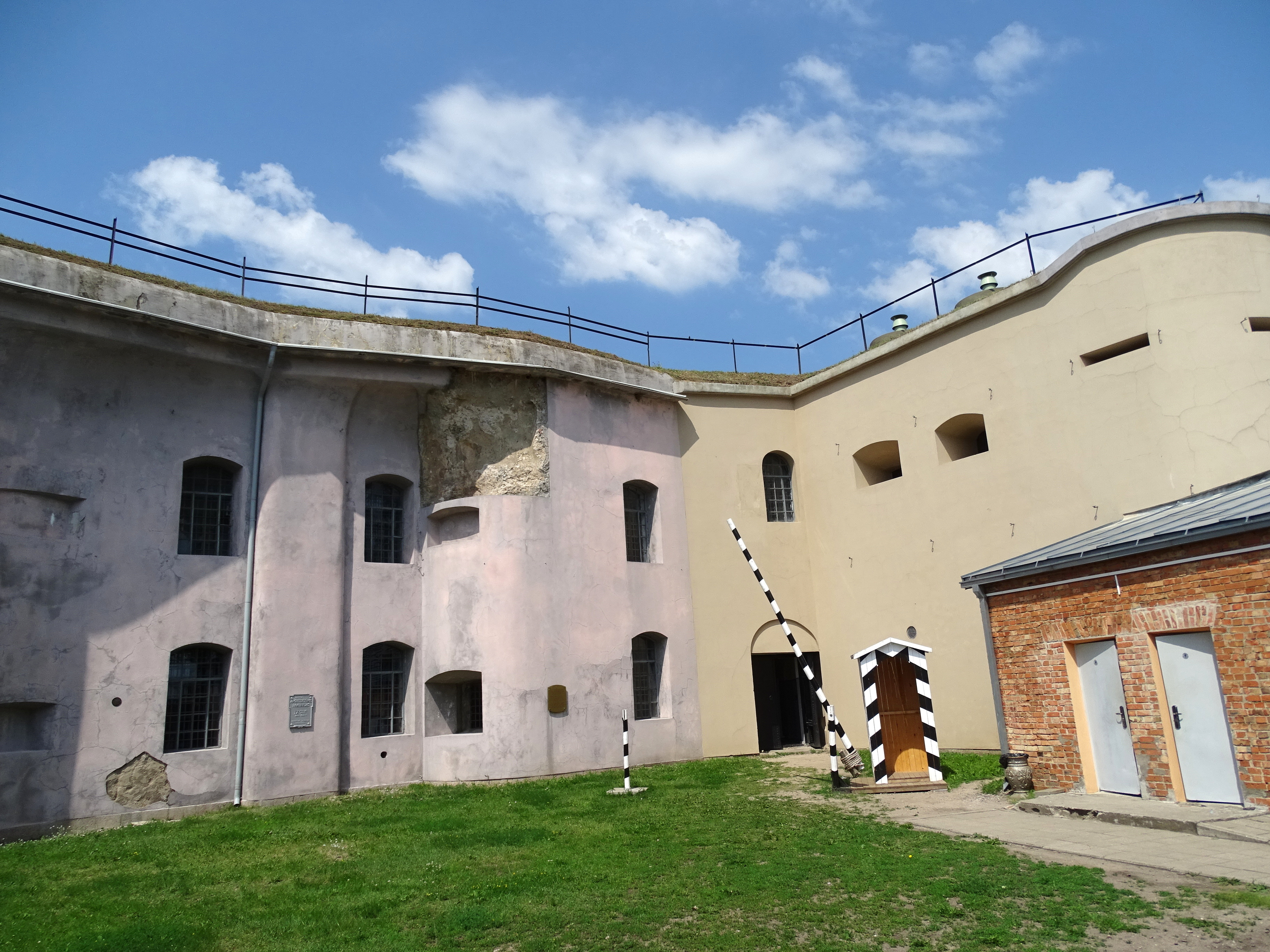
Dziedziniec fortu IX

Fort IX w Kownie – jeden z fortów wchodzących w skład pierścienia Twierdzy Kowno, użytkowany w okresie międzywojennym, podczas II wojny światowej i bezpośrednio po niej jako więzienie. W czasie hitlerowskiej okupacji Litwy, w latach 1941–1944, miejsce masowych zbrodni na ludności żydowskiej. Od 1958 r. w forcie znajduje się muzeum.
Fort znajduje się przy wyjeździe z Kowna od strony północno-zachodniej, obok autostrady A1/E85 Kowno-Kłajpeda.

## Historia
Twierdza Kowno, jedna z twierdz pierścieniowych na zachodniej granicy Imperium Rosyjskiego, była wznoszona od 1882 r. i na początku XX w. składała się z ośmiu fortów i dziewięciu baterii. W 1903 r. przystąpiono do budowy fortu oznaczonego numerem IX, znacznie nowocześniejszego od poprzednich, uwzględniającego najnowsze osiągnięcia sztuki wojennej. Fort położony w pobliżu wioski Kumpė, na północny zachód od zabudowy miejskiej, miał stanowić punkt obronny strzegący strategicznego wzniesienia Linkuva.
Fort został wybudowany według projektu prof. Wieliczki, a jego budowa trwała dziesięć lat i kosztowała 850 tys. rubli. Wszystkie pomieszczenia w forcie zbudowane były z betonu, strop budynku miał grubość od półtora do dwóch metrów, a poszczególne części składowe obiektu połączono podziemnymi przejściami. Do fortu doprowadzono elektryczność, a w części pomieszczeń znajdowała się wentylacja.
Podczas I wojny światowej twierdza kowieńska nie spełniła stawianych przed nią zadań – w 1915 r. została zdobyta przez nacierające wojska niemieckie po jedenastodniowym oblężeniu. Fort IX nie poniósł praktycznie żadnych uszkodzeń.
W okresie międzywojennym, od 1924 r., w forcie mieściło się więzienie, filia miejskiego więzienia w Kownie. Na otaczających budynek polach znajdowały się użytki rolne i sady uprawiane przez osadzonych.

### II wojna światowa. Zagłada Żydów
Po wkroczeniu Armii Czerwonej na Litwę i w czasie radzieckiej okupacji Litwy (1940-1941) w forcie znajdowało się więzienie przesyłowe NKWD, z którego osadzeni kierowani byli dalej do łagrów.

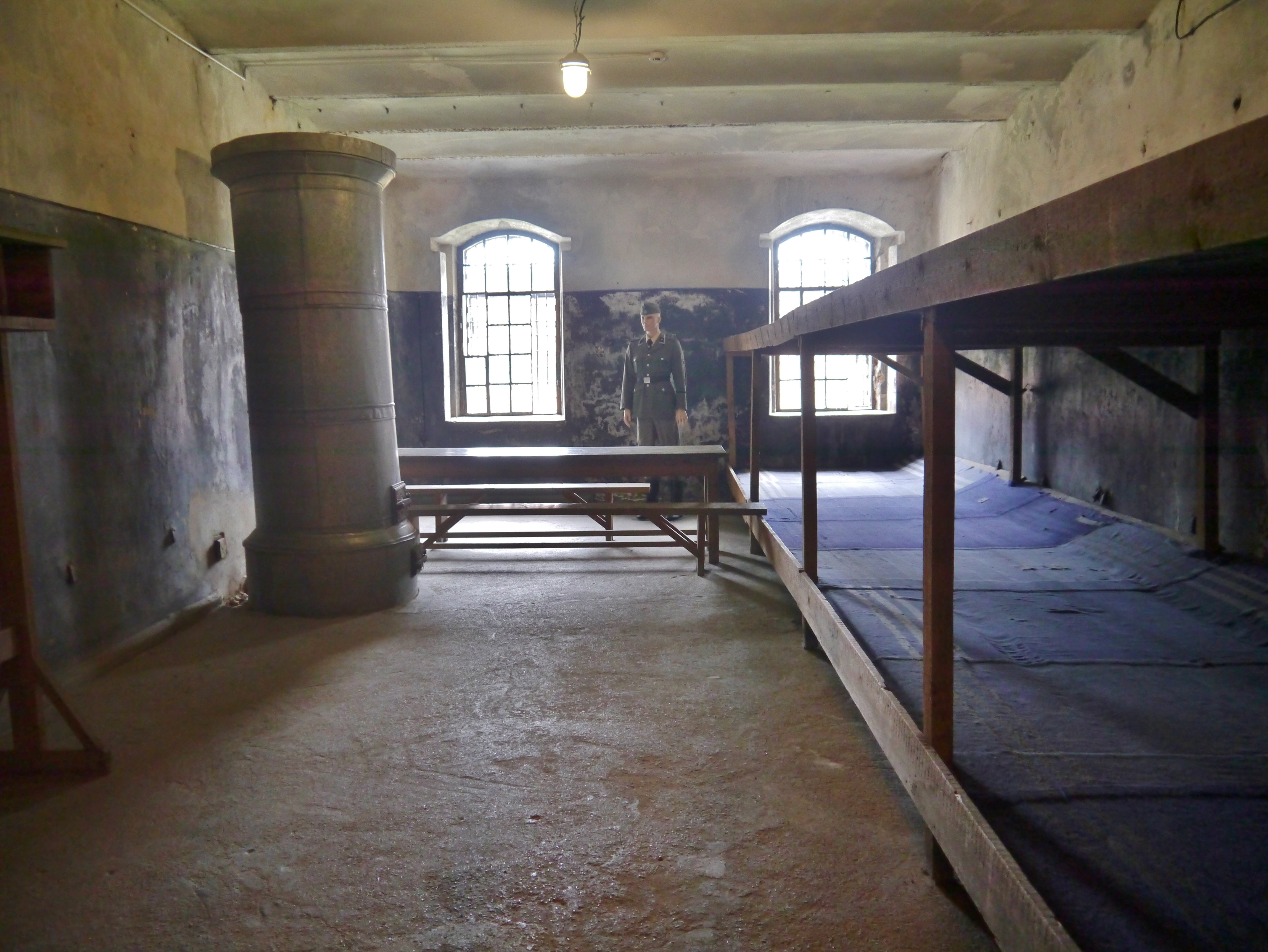
Rekonstrukcja celi we wnętrzu fortu

W okresie okupacji niemieckiej (1941-1944) fort stał się miejscem masowych zbrodni na ludności żydowskiej. Pierwsza masowa egzekucja na jego terenie odbyła się 4 października 1941 r. W fortowych fosach rozstrzelano wówczas 315 mężczyzn, 712 kobiet i 818 dzieci wywiezionych z małego getta w Kownie. 29 października 1941 r. na zachodnich stokach fortu zamordowano 9200 Żydów z kowieńskiego getta, uznanych za niezdolnych do pracy, chorych i słabych, a także szczególnie liczne rodziny (2009 mężczyzn, 2920 kobiet i 4273 dzieci). Był to największy masowy mord w historii krajów bałtyckich dokonany jednego dnia. 25 listopada 1941 r. w forcie zamordowano 2934 niemieckich Żydów przywiezionych z Berlina, Frankfurtu i Monachium, zaś cztery dni później – dalsze dwa tysiące Żydów wywiezionych z Wrocławia i z Wiednia. Wykonawcami egzekucji byli, pod niemieckim nadzorem, funkcjonariusze Litewskich Batalionów Pomocniczej Służby Policyjnej.

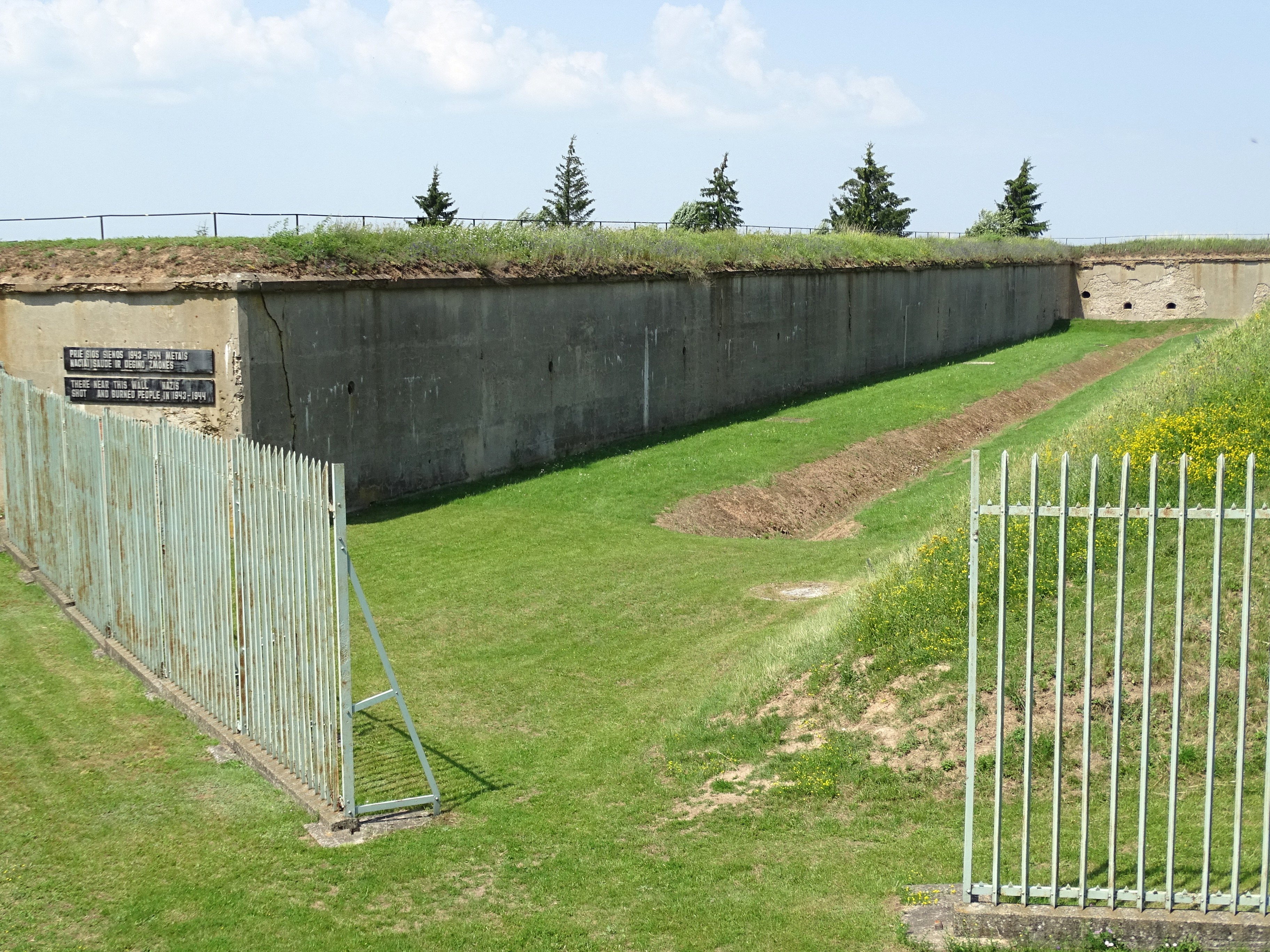
Miejsce masowych egzekucji dokonywanych przez nazistów niemieckich i ich litewskich kolaborantów

27 marca 1944 r. na terenie fortu rozstrzelano grupę 44 Żydów kowieńskich, a krótko po nich – 34 byłych funkcjonariuszy policji gettowej. W maju 1944 r. miała miejsce ostatnia masowa egzekucja w forcie IX – rozstrzelanie ok. 200 Żydów francuskich wywiezionych z obozu w Drancy. Atlas Holokaustu na Litwie szacuje, iż łącznie na terenie IX fortu zamordowanych zostało 30 tys. osób.
W nocy z 25 na 26 grudnia 1943 r. grupa 64 więźniów, zmuszanych wcześniej do pracy przy paleniu zwłok ofiar poprzednich egzekucji, zdołała uciec z fortu, a następnie dołączyć do oddziałów partyzanckich.

### Okres powojenny

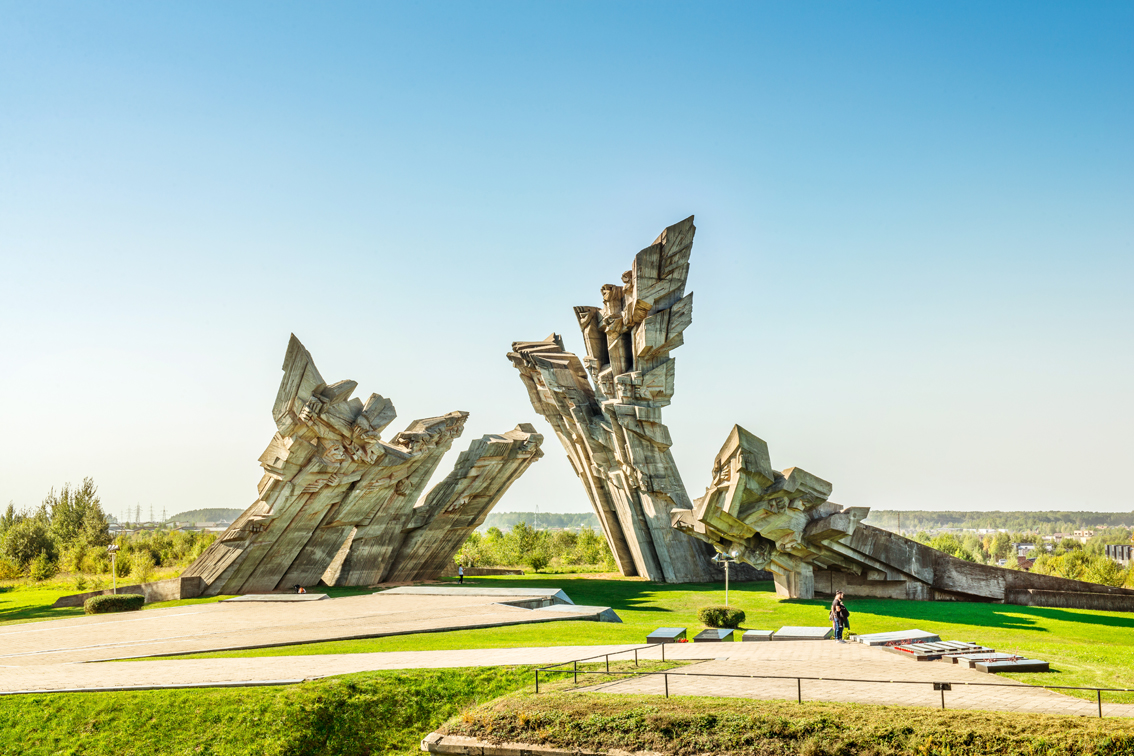
Pomnik

W pierwszych latach po II wojnie światowej w forcie IX ponownie znajdowało się więzienie. Następnie w latach 1948–1958 budynki użytkowało gospodarstwo rolne. W 1958 r. w forcie utworzono muzeum. Pierwsza ekspozycja muzealna zajmowała cztery pomieszczenia fortu. Badania w miejscach egzekucji i zbiór dalszych eksponatów przeprowadzono w latach 60. Tak przygotowana wystawa opisywała zbrodnie Niemiec nazistowskich na terytorium Litwy, ale nie wskazywała narodowości ofiar egzekucji w forcie IX.
Obecnie (stan na 2018) ekspozycja muzeum składa się z dwóch części – pawilonu z wystawą poświęconą historii Litwy w latach 1940–1991 oraz wnętrz samego fortu, w których znajdują się wystawy dotyczące I wojny światowej, informujące o funkcjonowaniu w forcie więzienia litewskiego i radzieckiego oraz opisujące zagładę Żydów kowieńskich.
W 1984 r. na zachód od fortu wzniesiono pomnik zamordowanych w tym miejscu Żydów, z tablicą z inskrypcją „To jest miejsce, gdzie naziści i ich pomocnicy zabili ponad 30 tys. Żydów z Litwy i innych państw europejskich” w językach litewskim, jidysz, rosyjskim i angielskim. Autorem projektu 32-metrowego monumentu jest Alfonsas Ambraziūnas.